# 历史群像
《历史群像（れきしぐんぞう）》是日本一册专门介绍世界各国历史人物与军事战争内容的双月刊插图杂志。1992年6月由学习研究社（现为学研ホールディングス）创刊，2009年10月后改由学研パブリッシング发行。1997年4月至2000年12月间曾一度改为季刊，2001年后变回双月刊。

## 简介
《历史群像》主要以介绍中国、日本、欧洲、北美等国家与地区的历史人物与军事战争为主，并配有各类插图、地图、访谈以及经过考证的相关历史注解。此外，还有部分描述《机动战士高达》、《机动警察》等动漫作品世界观历史的派生专刊。
为《历史群像》绘制插图封面的有毛利彰、诹访原宽幸等日本著名插图画家。

## 主要期刊

### 1992年
- 06月号 诸葛孔明
- 08月号 反说・关原合战
- 10月号 项羽・刘邦战记
- 12月号 明智光秀的野望

### 1993年
- 02月号 官渡之战与曹操的所有
- 04月号 「日本第一强兵」真田幸村
- 06月号 武田信玄大上洛战
- 08月号 岛津血战谱
- 10月号 希特勒的闪电战
- 12月号 上杉谦信的「永禄四年」

### 1994年
- 02月号 拿破仑・奥斯特里茨战役
- 04月号 机略纵横的贤将・小早川隆景
- 06月号 诺曼底战役
- 08月号 铃木孙一与最强佣兵杂贺众
- 10月号 汉尼拔战记
- 12月号 土方岁三的临终时刻

### 1995年
- 02月号 滑铁卢战役
- 04月号 德意志第三帝国的终焉
- 06月号 不沉战舰「大和」出击
- 08月号 本土空袭与B-29
- 10月号 独裁者的真相
- 12月号 双头鹰・哈布斯堡帝国的所有

### 1996年
- 02月号 「零战」传说
- 04月号 秀吉与丰太阁
- 06月号 高贵大国法兰西的战争与和平
- 08月号 南北战争
- 10月号 新选「三国志」
- 12月号 毛利元就军团

### 1997年
- 02月号 战国七雄与孙子兵法
- 春-夏号 库尔斯克会战
- 夏-秋号 突出部之役
- 秋-冬号 马来亚战役

### 1998年
- 冬-春号 隆美尔・非洲军团
- 春-夏号 南太平洋海战
- 夏-秋号 基辅包围战
- 秋-冬号 苏门答腊空降作战

### 1999年
- 冬-春号 小泽治三郎与菲律宾海海战
- 春-夏号 曼施坦因战记
- 夏-秋号 瓜达尔卡纳尔岛战役
- 秋-冬号 卡尔可夫战役

### 2000年
- 冬-春号 印度洋空袭
- 春-夏号 克里特空降作战
- 夏-秋号 冲绳1945
- 秋-冬号 圖卜魯格围城战

### 2001年
- 02月号 真珠湾作战
- 04月号 珊瑚海海战
- 06月号 旅顺攻防战
- 08月号 诺曼底防卫作战
- 10月号 硫磺岛战役
- 12月号 豫湘桂会战

### 2002年
- 02月号 市场花园行动
- 04月号 塞班岛战役
- 06月号 缅甸闪电战
- 08月号 西西里岛战役
- 10月号 莱特湾海战
- 12月号 第一次阿拉曼战役

### 2003年
- 02月号 拉包尔空战
- 04月号 斯大林格勒战役
- 06月号 太平洋通商破坏战
- 08月号 不列颠战役
- 10月号 滿洲1945
- 12月号 本土最终决战

### 2004年
- 02月号 中途岛海战
- 04月号 真・闪电战
- 06月号 冲绳航空决战
- 08月号 莫斯科战役
- 10月号 英帕尔战役
- 12月号 巴顿坦克军团

### 2005年
- 02月号 所罗门1942
- 04月号 柏林战役
- 06月号 瑞鹤出击
- 08月号 地中海补给战
- 10月号 菲律宾侵攻战
- 12月号 第1次所罗门海战

### 2006年
- 02月号 菲律宾海海战
- 04月号 列宁格勒围城战
- 06月号 中日空战
- 08月号 马来亚海战
- 10月号 突尼斯战役
- 12月号 美国大兵的硫黄岛

### 2007年
- 2月号 库尔斯克战役
  - 第1特集：英明决断还是愚笨行为？ 东部战线最后的大攻势「库尔斯克战役」
  - 第2特集：丰家地道的战国技术官僚「真说・加藤清正」
  - 第3特集：“兼爱非攻”固若金汤的守城术「墨子的兵法」
  - 小林源文 桑比亚半岛1945 最终回
- 4月号 激突！塔拉瓦战役
  - 第1特集：美海兵队vs海军陆战队 环礁小岛水边的死斗「激突！塔拉瓦战役」
  - 第2特集：龙的继承者们无仁无义之乱「上杉激震！御馆之乱」
  - 第3特集：验证 世界制覇的原动力「蒙古骑兵团」
  - 小林源文 魏特曼战记1943 Act.1
- 6月号 本土轰炸
  - 第1特集 给日本决定性打击的是B-29乎!?「重新验证 本土轰炸」
  - 第2特集 剖析甲斐之狂虎「武田信虎」
  - 第3特集 第二次美利坚独立战争「美英战争」
  - 小林源文 魏特曼战记1943 Act.2
- 8月号 击沉大和号战舰
  - 第1特集 目标大和「击沉大和号战舰」
  - 第2特集 戊辰战争 关东派激斗谱「自由武士的战斗！」
  - 第3特集 30万死者! 改变战争的凄惨消耗战略「凡尔登战役」
  - 小林源文 魏特曼战记1943 Act.3
- 10月号 八八舰队之道
  - 第1特集 大日本帝国海军、崛起的50年史「八八舰队之道」
  - 第2特集 瞄准东海经济圈的西方作战「伊势湾制圧！今川帝国的野望」
  - 第3特集 美国南部焦土化大机动战「谢尔曼将军、破坏的进攻」
  - 小林源文 魏特曼战记1943 Act.4
- 12月号 中途岛海战
  - 第1特集 击破日本机动舰队的「THE BATTLE OF MIDWAY」
  - 第2特集 驰骋战国的稀世野战指挥官「后藤又兵卫一代记」
  - 第3特集 中国红军群雄传「人民解放军创立史」
  - 小林源文 魏特曼战记1943 Act.5

## 派生作品
- 游戏
  - 《历史群像presents：博学战国王》（NDS平台、Global A Entertainment制作、2007年11月29日发售）
  - 《历史群像presents：博学幕末王》（NDS平台、Global A Entertainment制作、2008年5月1日发售）
  - 《历史群像presents：博学三国志》（NDS平台、Global A Entertainment制作、2008年12月11日发售）

## 关连项目
- 杂志